# Affaire des Yvettes
L'affaire des Yvettes est un mouvement de contestation né à la suite d'une déclaration de la ministre de la Condition féminine du Québec, Lise Payette, lors de la campagne du référendum de 1980 au Québec.

## Origine du conflit
L'origine du mouvement est une remarque de Mme Payette faite le 9 mars 1980 et qui mettait en opposition Yvette, une petite fille obéissante et soumise mentionnée dans un manuel scolaire, avec la femme québécoise moderne émancipée, et présumément favorable à l'indépendance du Québec.

## Conséquences
La diffusion de cette remarque dans les médias a fait naître un mouvement spontané de femmes qui rejetaient l'association implicite entre la docilité et la soumission et l'opposition au projet souverainiste du Parti québécois. Après plusieurs rassemblements tenus dans différentes villes du Québec (à Québec le 30 mars, Sherbrooke et Gaspé, entre autres), le point culminant fut la manifestation rassemblant 15 000 personnes au Forum de Montréal le 7 avril. Les organisatrices de cet événement étaient Louise Robic, Diane Fortier, Renée Desmarais et Anne Pelletier. Il est estimé qu'environ 50 000 femmes ont pris part à l'un ou l'autre des rassemblements.
Le mouvement des Yvettes a été crédité d'une bonne part du succès de la campagne du Non lors du référendum de 1980.

### Sources
- (en) L. Ian MacDonald, From Bourassa to Bourassa : Wilderness to Restoration, McGill-Queen's University Press, 2002 (ISBN 0773523928, lire en ligne)
- Vincent Lemieux, Les partis générationnels au Québec : Passé, présent, avenir, Presses de l'Université Laval, coll. « Prisme », 2011 (ISBN 9782763792439, lire en ligne)